# Eu Amo Demais - Ao Vivo e Na Boca do Povo
Ao Vivo e Na Boca do Povo é o vigésimo primeiro álbum da banda de forró eletrônico Calcinha Preta, lançado em outubro de 2009.
O álbum, que conta com mais de 28 milhões de streams no Spotify, apresenta o single Como Fui Me Apaixonar? (Versão de Halo, da cantora Beyoncé), o premiado hit do álbum anterior Você Não Vale Nada e a canção Eu Amo Demais, de Roberto Carlos.

## Lista de faixas
| N.º            | Título                                             | Compositor(es)                                                      | Intérpretes                   | Duração |  |
| 1.             | "Como Fui Me Apaixonar" (Versão de Halo – Beyoncé) | Beyoncé Knowles; Ryan Tedder; E. Kidd Bogart Versão: Gilton Andrade | Silvânia Aquino               | 3:54    |  |
| 2.             | "Tá Estourado"                                     | Val Carvalho; Fábio Piu-Piu; João Jailço                            | Silvânia Aquino, Ana Gouveia  | 3:17    |  |
| 3.             | "Você Não Vale Nada"                               | Dorgival Dantas                                                     | Bell Oliver, Silvânia Aquino  | 3:21    |  |
| 4.             | "A Dona do Meu Coração"                            | Chrystian Lima; Ivo Lima                                            | Bell Oliver, Silvânia Aquino  | 3:08    |  |
| 5.             | "Balanço do Amor"                                  | Edinho Filho; Tânia Lira; Fernando Lira                             | Paulinha Abelha               | 3:16    |  |
| 6.             | "Kelly"                                            | Jocelin P. Medeiros; Sandra Maria N. dos Santos                     | Bell Oliver                   | 2:54    |  |
| 7.             | "Eu Amo Demais"                                    | Renato Corrêa                                                       | Bell Oliver, Silvânia Aquino  | 3:16    |  |
| 8.             | "O Amor é Cego"                                    | Wallace Lima; Ivo Lima                                              | Bell Oliver, Ana Gouveia      | 2:57    |  |
| 9.             | "Vou Te Deixar Doidão"                             | Wallace Lima; Gilton Andrade                                        | Silvânia Aquino, Ana Gouveia  | 3:17    |  |
| 10.            | "Liga Pra Mim"                                     | Gilberto Lemos; Eros                                                | Marlus Viana, Paulinha Abelha | 3:20    |  |
| 11.            | "Overdose de Amor"                                 | Chrystian Lima; Ivo Lima                                            | Bell Oliver, Ana Gouveia      | 3:12    |  |
| 12.            | "Te Acho Tão Linda"                                | André Camargo; Marlus Viana                                         | Marlus Viana, Paulinha Abelha | 3:26    |  |
| 13.            | "Cena de Novela"                                   | Edinho Filho                                                        | Marlus Viana, Ana Gouveia     | 3:33    |  |
| 14.            | "Não Desligue, Amor"                               | Wallace Lima; Gilton Andrade                                        | Silvânia Aquino               | 3:42    |  |
| Duração total: | Duração total:                                     | Duração total:                                                      | Duração total:                | 46:36   |  |